# (6155) Yokosugano
(6155) Yokosugano (1990 VY2) – planetoida z grupy pasa głównego asteroid okrążająca Słońce w ciągu 4,02 lat w średniej odległości 2,53 j.a. Odkryta 11 listopada 1990 roku.